# 718
| [ Edytuj tabelę ]          |                                  |
| Król Asturii               | - 718 Pelayo 737                 |
| Cesarz Bizancjum           | - 717 Leon III Izauryjczyk 741   |
| Chan Bułgarii              | - 701 Terweł 721                 |
| Cesarz Chin                | - 712 Tang Xuanzong 756          |
| Król Essexu                | - 709 Saelred 746                |
| Król Franków               | - 715 Chilperyk II 721           |
| Cesarz Japonii             | - 715 Genshō 724                 |
| Kalif                      | - 717 Umar ibn Abd al-Aziz 720   |
| Król Kentu                 | - 692 Wihtred 725                |
| Patriarcha Konstantynopola | - 715 German I 730               |
| Król Longobardów           | - 712 Liutprand 744              |
| Król Mercji                | - 716 Aethelbald 757             |
| Król Nortumbrii            | - 716 Cenred 718 - 718 Osric 729 |
| Papież                     | - 715 Grzegorz II 731            |
| Doża Wenecji               | - 717 Marcello Tegalliano 726    |
| Król Wessexu               | - 688 Ine 726                    |
| Król Wizygotów             | - 714 Ardo 721                   |

Rok 718 / DCCXVIII
stulecia: VII wiek ~
VIII wiek ~
IX wiek

lata: 708 «
713 «
714 «
715 «
716 «
717 «
718
» 719
» 720
» 721
» 722
» 723
» 728

## Wydarzenia
- Azja
  - Założono Hōshi, najstarszy na świecie działający hotel oraz najstarsza nieprzerwanie działająca firma na świecie w ogóle
- Europa
  - Konstantynopol był oblegany przez Arabów